# Ramón Ramos
Ramón Ramos Manso (Canóvanas, 20 novembre 1967) è un ex cestista portoricano.

## Carriera
Con Porto Rico ha disputato i Giochi olimpici di Seul 1988 e due edizioni dei Campionati americani (1988, 1989).